# Vestalis velata
Vestalis velata är en trollsländeart som beskrevs av Friedrich Ris 1912. Vestalis velata ingår i släktet Vestalis och familjen jungfrusländor. Inga underarter finns listade i Catalogue of Life.